# Milano ATP Challenger 2022
Il Milano ATP Challenger 2022 è stato un torneo maschile di tennis professionistico. È stata la 16ª edizione del torneo, facente parte della categoria Challenger 80 nell'ambito dell'ATP Challenger Tour 2022, con un montepremi di 45 730 €. Si è svolto dal 20 al 26 giugno 2022 sui campi in terra rossa dell'Aspria Harbour Club Milano di Milano, in Italia.

## Partecipanti

### Teste di serie
| Nazionalità | Giocatore          | Ranking* | Testa di serie |
| ----------- | ------------------ | -------- | -------------- |
| Argentina   | Federico Coria     | 64       | 1              |
| Francia     | Benoît Paire       | 79       | 2              |
| Bolivia     | Hugo Dellien       | 83       | 3              |
| Italia      | Gian Marco Moroni  | 159      | 4              |
|             | Aleksandr Ševčenko | 176      | 5              |
| Italia      | Marco Cecchinato   | 206      | 6              |
| Italia      | Luciano Darderi    | 237      | 7              |
| Italia      | Francesco Passaro  | 253      | 8              |

* Ranking al 13 giugno 2022.

### Altri partecipanti
I seguenti giocatori hanno ricevuto una wild card per il tabellone principale:
- Gianmarco Ferrari
- Matteo Gigante
- Francesco Maestrelli

I seguenti giocatori sono entrati in tabellone come alternate:
- Joris De Loore
- Ernests Gulbis
- David Ionel
- Matteo Martineau
- Francesco Passaro
- Aldin Šetkić

I seguenti giocatori sono passati dalle qualificazioni:
- Fábián Marozsán
- Federico Arnaboldi
- Filip Peliwo
- Giovanni Fonio
- Andrew Paulson
- Íñigo Cervantes

I seguenti giocatori sono entrati in tabellone come lucky loser:
- Georgii Kravchenko
- Shintaro Mochizuki

## Campioni

### Singolare
Federico Coria ha sconfitto in finale  Francesco Passaro con il punteggio di 7–6(2), 6–4.

### Doppio
Luciano Darderi /  Fernando Romboli hanno sconfitto in finale  Diego Hidalgo /  Cristian Rodriguez con il punteggio di 6–4, 2–6, [10–5].